# Список призёров Олимпийских игр по бобслею
Это полный список спортсменов, которые выигрывали медали в бобслее на зимних Олимпийских играх. Первые медали в бобслее у женщин были разыграли в 2002 году в Солт-Лейк-Сити.

## Мужчины

### Четвёрки
С 1924 года было разыграно 23 комплекта наград. 10 золотых медалей на счету немецкой сборной (включая команду ГДР).
| Игры                             | Золото                                                                              | Серебро                                                                             | Бронза                                                                                      |
| -------------------------------- | ----------------------------------------------------------------------------------- | ----------------------------------------------------------------------------------- | ------------------------------------------------------------------------------------------- |
| 1924 Шамони                      | Швейцария · Альфред Невё · Эдуард Шеррер · Альфред Шлаппи · Хейнрих Шлаппи          | Великобритания · Томас Арнольд · Ральф Брум · Александер Ричардсон · Родни Сохер    | Бельгия · Шарль Мульдер · Рене Мортье · Пауль ван ден Брок · Виктор Вершерен · Анри Виллемс |
| 1928 Санкт-Мориц                 | США · Билли Фиске · Найон Токер · Джеффри Мейсон · Клиффорд Грей · Ричард Парк      | США · Дженнисон Хитон · Дэвид Грейнджер · Лайман Хайн · Джей О'Брайен · Томас Доу   | Германия · Ханс Килиан · Ханс Хес · Себастьян Хубер · Валентин Кремпль · Ханс Негль         |
| 1932 Лейк-Плэсид                 | США · Билли Фиске · Эдди Иган · Клиффорд Грей · Джей О'Брайен                       | США · Энри Хомбургер · Перси Брайнт · Франсис Стивенс · Эдмунд Хортон               | Германия · Ханс Мельхорн · Макс Людвиг · Ханс Килиан · Себастьян Хубер                      |
| 1936 Гармиш-Партенкирхен         | Швейцария · Пьер Мюзи · Арнольд Гартман · Шарль Бувье · Йозеф Берли                 | Швейцария · Рето Кападрутт · Ханс Айхеле · Фриц Фейерабенг · Ханс Бютикофер         | Великобритания · Фредерик Макэвой · Джеймс Кардно · Гай Дагдейл · Чарлз Грин                |
| 1948 Санкт-Мориц                 | США · Франсис Тэйлер · Патрик Мартин · Эдвард Римкус · Уиллиам Д'Амико              | Бельгия · Макс Хоубен · ХФредди Мансфельд · Лоуйс-Георгес Нильс · Яквес Моуфет      | США · Джеймс Бикфорд · Томас Хикс · Дональд Дюпри · Вильям Дюпри                            |
| 1952 Осло                        | Германия · Андреас Остлер · Фридрих Кун · Лоренц Ниберль · Франц Кемзер             | США · Станлей Бенхам · Патрик Мартин · Ховард Кроссетт · Ждеймч Аткинсон            | Швейцария · Фриц Файерабенд · Альберт Мадёрин · Андре Филиппини · Штефан Вазер              |
| 1956 Кортина-д’Ампеццо           | Швейцария · Франц Капус · Готфрид Динер · Робер Аль · Генрих Ангст                  | Италия · Эудженио Монти · Ульрико Джирарди · Ренцо Альвера · Ренато Мочеллини       | США · Артур Тайлер · Уильям Додж · Чарльз Батлер · Джеймс Лэми                              |
| 1960 Скво-Вэлли                  | бобслей не включён в программу соревнований на этих играх                           | бобслей не включён в программу соревнований на этих играх                           | бобслей не включён в программу соревнований на этих играх                                   |
| 1964 Инсбрук                     | Канада · Виктор Эмери · Питер Кёрби · Дуглас Энакин · Джон Эмери                    | Австрия · Эрвин Талер · Адольф Кокседер · Йозеф Найрц · Райнхольд Дурнталер         | Италия · Эудженио Монти · Серджио Сьорпаэс · Бенито Ригони · Джильдо Сьорпаэс               |
| 1968 Гренобль                    | Италия · Эудженио Монти · Лучано де Паолис · Роберто Дзандонелла · Марио Армано     | Австрия · Эрвин Талер · Райнхольд Дурнталер · Херберт Грубер · Йозеф Эдер           | Швейцария · Жан Вики · Ханс Кандриан · Вилли Хофман · Вальтер Граф                          |
| 1972 Саппоро                     | Швейцария · Жан Вики · Эди Хубахер · Ханс Лойтенеггер · Вернер Камихель             | Италия · Невио де Цордо · Джанни Бонишон · Адриано Фрассинелли · Коррадо даль Фабро | ФРГ · Вольфганг Циммерер · Петер Уцшнайдер · Штефан Гайсрайтер · Вальтер Штайнбауэр         |
| 1976 Инсбрук см.подробнее        | ГДР · Майнхард Немер · Йохен Бабок · Бернхард Гермесхаузен · Бернхард Леман         | Швейцария · Эрих Шерер · Ульрих Бехли · Рудольф Марти · Йозеф Бенц                  | ФРГ · Вольфганг Циммерер · Петер Уцшнайдер · Бодо Битнер · Манфред Шуман                    |
| 1980 Лейк-Плэсид см.подробнее    | ГДР · Майнхард Немер · Богдан Музиоль · Бернхард Гермесхаузен · Ханс-Юрген Герхардт | Швейцария · Эрих Шерер · Ульрих Бехли · Рудольф Марти · Йозеф Бенц                  | ГДР · Хорст Шёнау · Роланд Ветциг · Детлеф Рихтер · Андреас Кирхнер                         |
| 1984 Сараево см.подробнее        | ГДР · Вольфганг Хоппе · Роланд Ветциг · Дитмар Шауэрхаммер · Андреас Кирхнер        | ГДР · Бернхард Леман · Богдан Музиоль · Инго Фоге · Эберхард Вайзе                  | Швейцария · Сильвио Джобеллина · Хайнц Штетлер · Урс Зальцман · Рико Фрайермут              |
| 1988 Калгари см.подробнее        | Швейцария · Эккехард Фассер · Курт Майер · Марсель Фесслер · Вернер Штокер          | ГДР · Вольфганг Хоппе · Дитмар Шауэрхаммер · Богдан Музиоль · Инго Фоге             | СССР · Янис Кипурс · Гунтис Осис · Юрис Тоне · Владимир Козлов                              |
| 1992 Альбервиль см.подробнее     | Австрия · Инго Аппельт · Харальд Винклер · Герхард Хайдахер · Томас Шролль          | Германия · Вольфганг Хоппе · Богдан Музиоль · Аксель Кюн · Рене Ханнеман            | Швейцария · Густав Ведер · Донат Аклин · Лоренц Шиндельхольц · Курдин Морелль               |
| 1994 Лиллехаммер см.подробнее    | Германия · Харальд Чудай · Карстен Браннаш · Олаф Хампель · Александер Шелиг        | Швейцария · Густав Ведер · Донат Аклин · Курт Майер · Доменико Семераро             | Германия · Вольфганг Хоппе · Ульф Хильшер · Рене Ханнеман · Карстен Эмбах                   |
| 1998 Нагано см.подробнее         | Германия · Кристоф Ланген · Маркус Циммерман · Марко Якобс · Олаф Хампель           | Швейцария · Марсель Рёнер · Маркус Нюссли · Маркус Вассер · Беат Зайц               | Великобритания · Шон Олссон · Дин Уорд · Кортни Рамболт · Пол Эттвуд                        |
| 1998 Нагано см.подробнее         | Германия · Кристоф Ланген · Маркус Циммерман · Марко Якобс · Олаф Хампель           | Швейцария · Марсель Рёнер · Маркус Нюссли · Маркус Вассер · Беат Зайц               | Франция · Брюно Минжон · Эммануэль Осташ · Эрик Ле Шанони · Макс Робер                      |
| 2002 Солт-Лейк-Сити см.подробнее | Германия · Андре Ланге · Энрико Кюн · Кевин Куске · Карстен Эмбах                   | США · Тодд Хейз · Рэнди Джонс · Билл Шаффенхауэр · Гарретт Хайнс                    | США · Брайан Шаймер · Майк Кон · Даг Шарп · Дэн Стил                                        |
| 2006 Турин см.подробнее          | Германия · Андре Ланге · Кевин Куске · Рене Хоппе · Мартин Путце                    | Россия · Александр Зубков · Филипп Егоров · Алексей Селиверстов · Алексей Воевода   | Швейцария · Мартин Аннен · Беат Хефти · Томас Лампартер · Седрик Гран                       |
| 2010 Ванкувер см.подробнее       | США · Стивен Холкомб · Джастин Олсен · Стив Меслер · Кёртис Томасевич               | Германия · Андре Ланге · Кевин Куске · Александер Рёдигер · Мартин Путце            | Канада · Линдон Раш · Ласеллес Браун · Крис ле Биан · Дэвид Биссетт                         |
| 2014 Сочи см.подробнее           | Латвия · Оскар Мелбардис · Даумантс Дрейшкенс · Арвис Вилкасте · Янис Стренга       | США · Стивен Холкомб · Кёртис Томасевич · Кристофер Фогт · Стивен Лэнгтон           | Великобритания · Джон Джеймс Джексон · Брюс Таскер · Стюарт Бенсон · Джоэл Фирон            |
| 2018 Пхёнчхан см.подробнее       | Германия · Франческо Фридрих · Канди Бауэр · Мартин Гроткопп · Торстен Маргис       | Республика Корея · Вон Юн Чжон · Со Ён У · Чон Джон Лин · Ким Дон Хён               | Не присуждалась                                                                             |
| 2018 Пхёнчхан см.подробнее       | Германия · Франческо Фридрих · Канди Бауэр · Мартин Гроткопп · Торстен Маргис       | Германия · Нико Вальтер · Кевин Куске · Александр Рёдигер · Эрик Франке             | Не присуждалась                                                                             |
| 2022 Пекин см.подробнее          | Германия · Франческо Фридрих · Торстен Маргис · Канди Бауэр · Александр Шюллер      | Германия · Йоханнес Лохнер · Флориан Бауэр · Кристофер Вебер · Кристиан Расп        | Канада · Джастин Криппс · Райан Соммер · Кэмерон Стоунс · Бенджамин Коквелл                 |

Медальный зачёт в четвёрках
| Место | Страна           | Золото | Серебро | Бронза | Всего |
| ----- | ---------------- | ------ | ------- | ------ | ----- |
| 1     | Германия         | 7      | 4       | 3      | 14    |
| 2     | Швейцария        | 5      | 5       | 5      | 15    |
| 3     | США              | 4      | 5       | 3      | 12    |
| 4     | ГДР              | 3      | 2       | 1      | 6     |
| 5     | Италия           | 1      | 2       | 1      | 4     |
| 6     | Австрия          | 1      | 2       | 0      | 3     |
| 7     | Канада           | 1      | 0       | 2      | 3     |
| 8     | Латвия           | 1      | 0       | 0      | 1     |
| 9     | Великобритания   | 0      | 1       | 3      | 3     |
| 10    | Бельгия          | 0      | 1       | 1      | 2     |
| 11    | Республика Корея | 0      | 1       | 0      | 1     |
| 11    | Россия           | 0      | 1       | 0      | 1     |
| 13    | ФРГ              | 0      | 0       | 2      | 2     |
| 14    | СССР             | 0      | 0       | 1      | 1     |
| 14    | Франция          | 0      | 0       | 1      | 1     |
| Итого | Итого            | 23     | 24      | 23     | 70    |

### Двойки
Награды в двойках стали разыгрываться с 1932 года. Лидеры по золотым медалям двойки из Германии. Суммарно бобслеисты из Германии, ФРГ и ГДР выиграли 9 золотых медалей. На счету швейцарцев 5 золотых наград.
| Игры                                | Золото                                                    | Серебро                                                   | Бронза                                                    |
| ----------------------------------- | --------------------------------------------------------- | --------------------------------------------------------- | --------------------------------------------------------- |
| 1932 Лейк-Плэсид                    | США · Хуберт Стивенс · Кёртис Стивенс                     | Швейцария · Рето Кападрутт · Оскар Гайер                  | США · Джон Хитон · Роберт Минтон                          |
| 1936 Гармиш-Партенкирхен            | США · Айвэн Браун · Алан Вошбонд                          | Швейцария · Фриц Фейерабенд · Йозеф Берли                 | США · Джилберт Колгейт · Ричард Лоуренс                   |
| 1948 Санкт-Мориц                    | Швейцария · Феликс Эндрих · Фридрих Валлер                | Швейцария · Фриц Файерабенд · Пауль Эберхард              | США · Фредерик Фортуне · Шайлер Каррон                    |
| 1952 Осло                           | Германия · Андреас Остлер · Лоренц Ниберль                | США · Станлей Бенхам · Патрик Мартин                      | Швейцария · Фриц Файерабенд · Штефан Вазер                |
| 1956 Кортина-д’Ампеццо              | Италия · Ламберто далла Коста · Джакомо Конти             | Италия · Эудженио Монти · Ренцо Альвера                   | Швейцария · Макс Ангст · Гарри Уорбертон                  |
| 1960 Скво-Вэлли                     | бобслей не включён в программу соревнований на этих играх | бобслей не включён в программу соревнований на этих играх | бобслей не включён в программу соревнований на этих играх |
| 1964 Инсбрук см.подробнее           | Великобритания · Энтони Нэш · Робин Диксон                | Италия · Серджо Дзардини · Романо Бонагура                | Италия · Эудженио Монти · Серджо Сьорпаэс                 |
| 1968 Гренобль см.подробнее          | Италия · Эудженио Монти · Лучано де Паолис                | ФРГ · Хорст Флот · Пепи Бадер                             | Румыния · Ион Панцуру · Николае Нягое                     |
| 1972 Саппоро см.подробнее           | ФРГ · Вольфганг Циммерер · Петер Уцшнайдер                | ФРГ · Хорст Флот · Пепи Бадер                             | Швейцария · Жан Вики · Эди Хубахер                        |
| 1976 Инсбрук см.подробнее           | ГДР · Майнхард Немер · Бернхард Гермесхаузен              | ФРГ · Вольфганг Циммерер · Манфред Шуман                  | Швейцария · Эрих Шерер · Йозеф Бенц                       |
| 1980 Лейк-Плэсид см.подробнее       | Швейцария · Эрих Шерер · Йозеф Бенц                       | ГДР · Бернхард Гермесхаузен · Ханс-Юрген Герхардт         | ГДР · Майнхард Немер · Богдан Музиоль                     |
| 1984 Сараево см.подробнее           | ГДР · Вольфганг Хоппе · Дитмар Шауэрхаммер                | ГДР · Бернхард Леман · Богдан Музиоль                     | СССР · Зинтис Экманис · Владимир Александров              |
| 1988 Калгари см.подробнее           | СССР · Янис Кипурс · Владимир Козлов                      | ГДР · Вольфганг Хоппе · Богдан Музиоль                    | ГДР · Бернхард Леманн · Марио Хойер                       |
| 1992 Альбервиль см.подробнее        | Швейцария · Густав Ведер · Донат Аклин                    | Германия · Рудольф Лохнер · Маркус Циммерман              | Германия · Кристоф Ланген · Гюнтер Эгер                   |
| 1994 Лиллехаммер см.подробнее       | Швейцария · Густав Ведер · Донат Аклин                    | Швейцария · Рето Гётши · Гуидо Аклин                      | Италия · Гюнтер Хубер · Стефано Тиччи                     |
| 1998 Нагано см.подробнее            | Италия · Гюнтер Хубер · Антонио Тарталья                  | не присуждалась                                           | Германия · Кристоф Ланген · Маркус Циммерман              |
| 1998 Нагано см.подробнее            | Канада · Пьер Людерс · Дэвид Макикерн                     | не присуждалась                                           | Германия · Кристоф Ланген · Маркус Циммерман              |
| 2002 Солт-Лейк-Сити см.подробнее    | Германия · Кристоф Ланген · Маркус Циммерман              | Швейцария · Кристиан Райх · Стив Андерхуб                 | Швейцария · Мартин Аннен · Беат Хефти                     |
| 2006 Турин см.подробнее             | Германия · Андре Ланге · Кевин Куске                      | Канада · Пьер Людерс · Ласеллес Браун                     | Швейцария · Мартин Аннен · Беат Хефти                     |
| 2010 Ванкувер см.подробнее          | Германия · Андре Ланге · Кевин Куске                      | Германия · Томас Флоршюц · Ричард Аджей                   | Россия · Александр Зубков · Алексей Воевода               |
| 2014 Сочи см.подробнее              | Швейцария · Беат Хефти · Алекс Бауман                     | США · Стивен Холкомб · Стивен Лэнгтон                     | Латвия · Оскар Мелбардис · Даумантс Дрейшкенс             |
| 2018 Пхёнчхан см.подробнее          | Канада · Джастин Криппс · Алекс Копач                     | не присуждалось                                           | Латвия · Оскар Мелбардис · Янис Стренга                   |
| 2018 Пхёнчхан см.подробнее          | Германия · Франческо Фридрих · Торстен Маргис             | не присуждалось                                           | Латвия · Оскар Мелбардис · Янис Стренга                   |
| 2022 Пекин см.подробнее             | Германия · Франческо Фридрих · Торстен Маргис             | Германия · Йоханнес Лохнер · Флориан Бауэр                | Германия · Кристоф Хафер · Маттиас Зоммер                 |
| 2026 Кортина-д’Ампеццо см.подробнее |                                                           |                                                           |                                                           |

Медальный зачёт в двойках (мужчины)
| Место | Страна         | Золото | Серебро | Бронза | Всего |
| ----- | -------------- | ------ | ------- | ------ | ----- |
| 1     | Германия       | 6      | 3       | 3      | 12    |
| 2     | Швейцария      | 5      | 5       | 6      | 16    |
| 3     | Италия         | 3      | 2       | 2      | 7     |
| 4     | ГДР            | 2      | 3       | 2      | 7     |
| 5     | США            | 2      | 1       | 4      | 7     |
| 6     | Канада         | 2      | 1       | 0      | 4     |
| 7     | ФРГ            | 1      | 3       | 0      | 4     |
| 8     | СССР           | 1      | 0       | 1      | 2     |
| 9     | Великобритания | 1      | 0       | 0      | 1     |
| 10    | Латвия         | 0      | 0       | 2      | 2     |
| 11    | Румыния        | 0      | 0       | 1      | 1     |
| 11    | Россия         | 0      | 0       | 1      | 1     |
| Итого | Итого          | 23     | 19      | 21     | 63    |

## Женщины

### Двойки
Женщины стали участвовать в соревнованиях по бобслею только с 2002 года. Дважды победителями становилась канадская двойка Кейли Хамфрис и Хезер Мойс. Американка Элана Майерс завоевала 4 медали — 2 серебра и 2 бронзы. Награды выигрывали представители только 4 стран — Германии, Канады, США и Италии.
| Игры                                | Золото                                         | Серебро                                          | Бронза                                          |
| ----------------------------------- | ---------------------------------------------- | ------------------------------------------------ | ----------------------------------------------- |
| 2002 Солт-Лейк-Сити см.подробнее    | США · Джилл Баккен · Вонетта Флауэрс           | Германия · Сандра Прокофф · Ульрике Хольцнер     | Германия · Зузи Эрдман · Николь Хершман         |
| 2006 Турин см.подробнее             | Германия · Сандра Кириасис · Аня Шнайдерхайнце | США · Шона Робок · Валери Флеминг                | Италия · Герда Вайсенштайнер · Дженнифер Исакко |
| 2010 Ванкувер см.подробнее          | Канада · Кейли Хамфрис · Хезер Мойс            | Канада · Хелен Аппертон · Шелли-Энн Браун        | США · Эрин Пак · Элана Майерс                   |
| 2014 Сочи см.подробнее              | Канада · Кейли Хамфрис · Хезер Мойс            | США · Элана Майерс · Лорин Уильямс               | США · Джейми Гребел · Эйджа Эванс               |
| 2018 Пхёнчхан см.подробнее          | Германия · Мариама Яманка · Лиза Буквиц        | США · Элана Майерс · Лорен Гиббс                 | Канада · Кейли Хамфрис · Филисия Джордж         |
| 2022 Пекин см.подробнее             | Германия · Лаура Нольте · Дебора Леви          | Германия · Мариама Яманка · Александра Бургхардт | США · Элана Майерс · Сильвия Хоффман            |
| 2026 Кортина-д’Ампеццо см.подробнее |                                                |                                                  |                                                 |

Медальный зачёт в двойках (женщины)
| Место | Страна   | Золото | Серебро | Бронза | Всего |
| ----- | -------- | ------ | ------- | ------ | ----- |
| 1     | Германия | 3      | 2       | 1      | 6     |
| 2     | Канада   | 2      | 1       | 1      | 4     |
| 3     | США      | 1      | 3       | 3      | 7     |
| 4     | Италия   | 0      | 0       | 1      | 1     |
| Итого | Итого    | 6      | 6       | 6      | 18    |

### Монобоб
Дисциплина дебютировала на Играх 2022 года.
| Игры                    | Золото            | Серебро          | Бронза                  |
| ----------------------- | ----------------- | ---------------- | ----------------------- |
| 2022 Пекин см.подробнее | Кейли Хамфрис США | Элана Майерс США | Кристин де Брёйн Канада |

Медальный зачёт в монобобе (женщины)
| Место | Страна | Золото | Серебро | Бронза | Всего |
| ----- | ------ | ------ | ------- | ------ | ----- |
| 1     | США    | 1      | 1       | 0      | 2     |
| 2     | Канада | 0      | 0       | 1      | 1     |
| Итого | Итого  | 1      | 1       | 1      | 3     |

## Общий медальный зачёт
По состоянию на окончание Игр 2022 года
Из 53 золотых медалей 22 завоевали немецкие бобслеисты (включая команды ФРГ и ГДР).
| Общее количество медалей |                  |        |         |        |       |
| Место                    | НОК              | Золото | Серебро | Бронза | Всего |
| 1                        | Германия         | 16     | 9       | 7      | 32    |
| 2                        | Швейцария        | 10     | 10      | 11     | 31    |
| 3                        | США              | 8      | 11      | 9      | 28    |
| 4                        | ГДР              | 5      | 5       | 3      | 13    |
| 5                        | Канада           | 5      | 2       | 4      | 11    |
| 6                        | Италия           | 4      | 4       | 4      | 12    |
| 7                        | ФРГ              | 1      | 3       | 2      | 6     |
| 8                        | Австрия          | 1      | 2       | 0      | 3     |
| 9                        | Великобритания   | 1      | 1       | 3      | 5     |
| 10                       | СССР             | 1      | 0       | 2      | 3     |
| 10                       | Латвия           | 1      | 0       | 2      | 3     |
| 12                       | Бельгия          | 0      | 1       | 1      | 2     |
| 12                       | Россия           | 0      | 1       | 1      | 2     |
| 14                       | Республика Корея | 0      | 1       | 0      | 1     |
| 15                       | Румыния          | 0      | 0       | 1      | 1     |
| 15                       | Франция          | 0      | 0       | 1      | 1     |
| Итого                    | Итого            | 53     | 50      | 51     | 154   |